# Widows (soundtrack)
Widows is de originele soundtrack van de gelijknamige film uit 2018, geregisseerd door Steve McQueen. De filmmuziek op het album werd geschreven door Hans Zimmer en uitgebracht op 16 november 2018 door Milan Records.
De partituur van Zimmer werd uitgevoerd door een orkest onder leiding van Robert Ziegler en opgenomen in de Air Studios en de Air-Edel Studios in Londen. Het album bevat ook drie nummers van andere artiesten. Aanvullende muziek komt van Steve Mazzaro.

## Tracklijst
| Nr. | Titel                          | Schrijvers                       | Duur |
| --- | ------------------------------ | -------------------------------- | ---- |
| 1.  | Marcus                         | Hans Zimmer                      | 3:24 |
| 2.  | We Have a Job to Do            | Hans Zimmer & Steve Mazzaro      | 2:33 |
| 3.  | Money                          | Hans Zimmer                      | 2:34 |
| 4.  | Perimeter Check                | Hans Zimmer & Steve Mazzaro      | 3:09 |
| 5.  | The Calm Before the Storm      | Hans Zimmer & Steve Mazzaro      | 1:39 |
| 6.  | The Job                        | Hans Zimmer & Steve Mazzaro      | 4:58 |
| 7.  | Race Against Time              | Hans Zimmer & Steve Mazzaro      | 1:23 |
| 8.  | My Son                         | Hans Zimmer                      | 2:33 |
| 9.  | Wild Is the Wind – Nina Simone | Ned Washington & Dimitri Tiomkin | 7:00 |
| 10. | Dice Game – The Cool Kids      | Antoine Reed & Evan Ingersoll    | 3:11 |
| 11. | The Big Unknown – Sade         | Sade Adu & Ben Travers           | 4:21 |

## Personeel
- Luís Jardim – Percussie
- Hans Zimmer – Synth-programmering

## Overige muziek uit de film
Muziek uit de film die niet op de officiële soundtrack staan zijn:
| Nummer                          | Artiest(en)                   |
| ------------------------------- | ----------------------------- |
| Kilometros                      | Sin Bandera                   |
| Wild Child                      | W.A.S.P.                      |
| You Rock My World               | Michael Jackson               |
| A Whiter Shade of Pale          | Procol Harum                  |
| Baby's Wild Ride                | David Newman                  |
| My Foolish Heart                | Bill Evans                    |
| Madame George                   | Van Morrison                  |
| Returning the Baby              | David Newman                  |
| How Can You Mend a Broken Heart | Al Green                      |
| Nadine                          | The Morrie Morrison Orchestra |
| There It Is                     | Shalamar                      |

## Prijzen en nominaties
De filmmuziek van Widows werd genomineerd bij de volgende prijsuitreikingen:
| Jaar | Prijs            | Categorie        | Genomineerde(n) | Uitslag     |
| ---- | ---------------- | ---------------- | --------------- | ----------- |
| 2019 | Satellite Awards | Beste soundtrack | Hans Zimmer     | Genomineerd |